# Indicação de procedência
A indicação de procedência (IP) é uma forma de proteção da origem de produtos, inspirada no conceito de indicação de origem (do francês indication de provenance), que é a utilização de qualquer referência direta ou indireta da origem geográfica de produtos e serviços para identificá-los.
Todavia, diferente da simples indicação de origem, garante exclusividade de uso a um grupo de pessoas, em razão da reputação que a região obteve na produção de um bem ou na prestação de um serviço, de qualidades ou de outras características atribuídas a sua origem. Tal tal distinção os torna relativamente únicos, permitindo uma melhor competividade ou maiores ganhos à cadeia produtiva de onde se original.
Quando um lugar possui reputação atrelada a determinado produto ou serviço é possível ser reconhecido como um tipo de indicação geográfica denominado de indicação de procedência, nos termos da Lei de Propriedade Industrial (LPI), Lei nº 9.279.

## Definição
A LPI não apresentou uma definição do que é indicação geográfica,  mas sim, estabeleceu as características de suas espécies, a indicação de procedência e a denominação de origem, não existindo qualquer tipo de hierarquia entre elas, sendo registradas no Instituto Nacional da Propriedade Industrial – INPI.
A indicação de procedência é “o nome geográfico de país, cidade, região ou localidade de seu território, que se tenha tornado conhecido como centro de extração, produção ou fabricação de determinado produto ou de prestação de determinado serviço ”, conforme definido no art. 177 da LPI.

## Titularidade
O art.182 da LPI estabeleceu que a indicação de procedência é de uso exclusivo dos produtores estabelecidos no local por ela designado, mas, pra fins de registro no INPI é necessário que uma entidade representativa da coletividade em questão, os represente como substitutos processuais.
A organização coletiva é a regra para as indicações geográficas, afastando a sua exploração individual, assim associações, sindicatos e outras entidades coletivas tem pleiteado o registro. Contudo, não existindo outros produtores ou prestadores de serviço na área do nome geográfico, pode o único que exerça a atividade apresentar o pedido pessoalmente, prescindindo de se fazer representar.

## Como proteger
A proteção é feita mediante o registro no INPI, requerido por uma entidade representativa da coletividade habilitada ao uso da indicação geográfica nos termos da Lei de Propriedade Industrial.
O legislador, diferentemente dos demais ativos de propriedade industrial, não estabeleceu na LPI os procedimentos para registro das indicações geográficas, determinando apenas, no parágrafo único do art.182, que o "INPI estabelecerá as condições de registro das indicações geográficas".
Desta forma, o INPI editou normas e regulamentos sobre o tema, estando em vigor a Resolução INPI n.º 75, de 28 de novembro de 2000, a qual estabelece as condições e os procedimentos de registro das indicações geográficas, afirmando ainda, sua natureza declaratória.
O núcleo de uma indicação geográfica sob a forma de indicação de procedência é o fato da origem do produto ou do serviço por ela distinguido ser conhecido por seus consumidores, devendo, por força da Resolução, ser comprovada documentalmente.
O registro implica o reconhecimento pelo INPI da vinculação notória de um produto ou um serviço para com sua origem, sendo facultada sua proteção e uso aos que exercem a atividade econômica  no local designado pelo nome geográfico registrado, impedindo sua livre utilização como marca ou ferramenta de propaganda.

### Documentos
A documentação mínima necessária ao pedido de registro, conforme a Resolução INPI n.º 75, é:
- Cópia dos atos constitutivos da entidade requerente, bem como da ata da última eleição;
- Cópia do documento de identidade e da inscrição no CPF do representante legal da entidade requerente;
- Comprovação de estarem os produtores ou prestadores de serviço estabelecidos na área geográfica e exercendo efetivamente a atividade que buscam proteger
- Regulamento de uso do nome geográfico;
- Estrutura de fiscalização e controle sobre os produtores e produto, e os prestadores e o serviço;
- Instrumento oficial que delimita a área geográfica, elaborada por órgão público Federal ou Estadual;
- Descrição do produto ou serviço e de suas características;
- Comprovação da região ser conhecida pela atividade econômica que visam distinguir com o registro da indicação de procedência (reportagens, artigos ciêntificos, periódicos, letras de música, literatura etc).

### Indicações geográficas estrangeiras no Brasil
O Acordo TRIPs estabelece a proteção recíproca das indicações geográficas entre os países membros. Desta forma um nome geográfico já reconhecido como indicação geográfica no seu país de origem ou por entidades/organismos internacionais pode solicitar o registro no Brasil. A indicação geográfica estrangeira para ser protegida como indicação de procedência deverá comprovar que o nome geográfico nela contido é conhecido como centro de extração, produção ou fabricação do produto ou de prestação de serviço, por ele distinguido, sendo apresentados documentos comprobatórios na forma da Resolução INPI n.º 75.

## Indicações de procedência brasileiras
Até outubro de 2015 foram concedidos os registros das seguintes indicações de procedência:
- Região do Cerrado Mineiro para Café;
- Vale dos Vinhedos para Vinho tinto, branco e espumantes;
- Pampa Gaúcho da Campanha Meridional para Carne Bovina e seus derivados;
- Paraty para Aguardentes, tipo cachaça e aguardente composta azulada;
- Vale do Submédio São Francisco para Uvas de Mesa e Manga;
- Vale do Sinos para Couro Acabado;
- Região da Serra da Mantiqueira de Minas Gerais para Café;
- Pinto Bandeira para Vinhos tintos, brancos e espumantes;
- Indicação de Procedência Farroupilha para vinhos finos moscatéis.[4]